# Miroslava Kramarič
Miroslava Kramarič, slovenska učiteljica, * 18. september 1950.

## Odlikovanja in nagrade
Leta 1999 je prejel častni znak svobode Republike Slovenije z naslednjo utemeljitvijo: »za dolgoletno požrtvovalno učiteljsko delo in za bogat osebni prispevek k razvoju Loma pod Storžičem«.